# Automação de compilação
Automação de compilação é o ato de criação de scripts ou automatização de uma grande variedade de tarefas que os desenvolvedores de software realizam em suas atividades do dia-a-dia, incluindo compilação do código fonte de computador em código binário, empacotamento do código binário, execução de testes, implantação para sistemas de produção, criação de documentação e/ou notas de lançamento.

## Descrição
Historicamente, a automação de compilação era realizada através de makefiles. Hoje, existem duas categorias gerais de ferramentas:
Utilitário de automação de compilação
Isso inclui utilitários como Make, Rake, CMake, MSBuild, Ant, Maven or Gradle (Java) etc. Seu objetivo principal é gerar artefatos de compilação por meio de atividades como compilar e vincular código-fonte.
Servidores de automação de compilação
Essas são ferramentas gerais baseadas em web que executam utilitários de automação de compilação de maneira programada ou acionada; um servidor de integração contínua é um tipo de servidor de automação de compilação.